# サンタ・マリーア・カープア・ヴェーテレ
サンタ・マリーア・カープア・ヴェーテレ（イタリア語: Santa Maria Capua Vetere）は、イタリア共和国カンパニア州カゼルタ県にある、人口約32,000人の基礎自治体（コムーネ）。
「カープア・ヴェーテレ」は「旧カプア」を意味する。ローマ時代に繁栄をした都市カプア (it:Capua (città antica)) の所在地である。旧カプアは9世紀に破壊され、住民たちが新たに築いた都市「新カプア（カプア・ノヴァ）」が、北西に約4km離れた現在のカプアである。

## 地理

### 位置・広がり
カゼルタ県中部に位置するコムーネ。県都カゼルタから西へ約7km、州都ナポリから北へ約26km、ベネヴェントから西へ約45km、カッシーノから南東へ約57kmの距離にある。

#### 隣接コムーネ
隣接コムーネは以下の通り。
- カープア
- カリナーロ
- カザルーチェ
- クルティ
- マチェラータ・カンパーニア
- マルチャニーゼ
- サン・プリスコ
- サン・タンマロ
- テヴェローラ

### 気候分類・地震分類

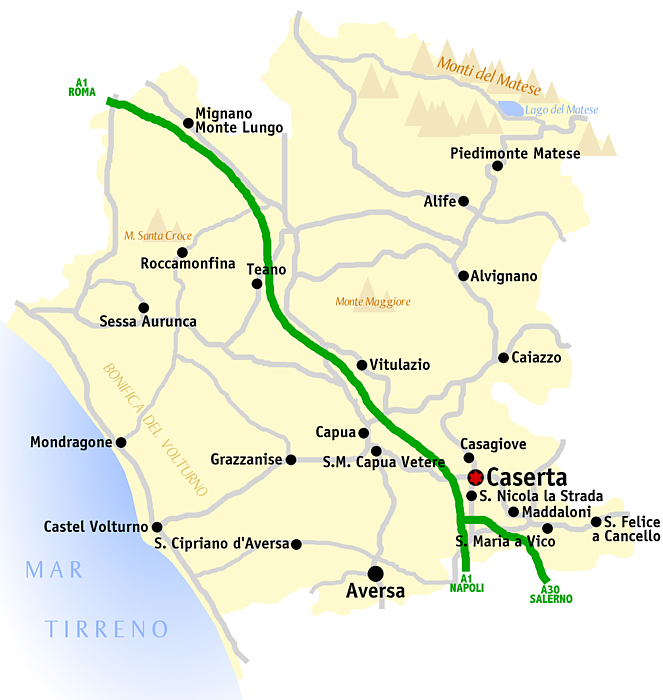
カゼルタ県概略図

サンタ・マリーア・カープア・ヴェーテレにおけるイタリアの気候分類 (it) および度日は、zona C, 1113 GGである。
また、イタリアの地震リスク階級 (it) では、zona 2 (sismicità media) に分類される。